# Síndrome pós-pólio
Em muitos pacientes acometidos pela poliomielite, um período de décadas de estabilidade clínica é seguida pelo desenvolvimento de um conjunto de sintomas conhecido como síndrome pós-poliomielite.
Esta síndrome (também conhecida como PPS – do inglês Post-polio syndrome – ou efeitos tardios da poliomielite) é um distúrbio do sistema nervoso que aparece em pessoas que sofreram poliomielite paralítica, geralmente entre 15 e 40 anos após a doença original. Os principais sintomas são novo enfraquecimento muscular de membro, previamente acometido ou não, fadiga severa, bem como dores nos músculos e nas juntas.
A presença de sequências de RNA do vírus da poliomielite (poliovírus) nas células neuronais e de anticorpos IgM anti-PV sugerem que a persistência do poliovírus podem estar envolvidos nesta síndrome.

## Sintomas
Menores sintomas comuns incluem atrofia muscular, dificuldades de respiração e de engolir, distúrbio de sono e intolerância ao frio. Alguns pacientes reportam problemas de memória ou outras dificuldades cognitivas que se tornam difíceis de distinguir do envelhecimento normal. Alguns médicos afirmam que estes pacientes apresentam maior sensibilidade aos anestésicos, mas ainda não existem dados suficientes para o comprovar. Outro sintoma frequente é o ganho de peso, embora seja difícil distinguir se este é um sintoma directo da doença, ou se se deve ao facto dos indivíduos com PPS diminuírem a sua actividade física.

## Causas
O mecanismo exato pelo qual a síndrome da pós-poliomielite causa fatiga, dor e novo enfraquecimento ainda não é completamente entendido. Entretanto, acredita-se estar relacionado à perda gradual de células nervosas individuais que fazem contato com fibras musculares, bem como a subsequente perda da transmissão nervosa para estas fibras. Durante a infecção original da poliomielite, o poliovírus destrói neurônios motores, que pode resultar na perda de função muscular, incluindo fraqueza e/ou paralisias. No entanto, para compensar parcialmente ou completamente estas perdas, células nervosas sobreviventes emitem filamentos extra, chamados filamentos axonal, que são capazes de aderir-se às fibras musculares que teve a perda de seu suprimento nervoso original. Após este processo de refixação nervosa, ou reinervação, as fibras musculares são capazes de trabalhar novamente, algumas vezes tão bem quanto antes.
Alguns pesquisadores tem sugerido que a síndrome da pós-poliomielite se desenvolve porque estes filamentos extra-axonal não podem aderir-se às fibras musculares para sempre, mas, ao contrário, ficam debilitados com o tempo, devido à super-utilização. Eventualmente, os filamentos degeneram, então as fibras musculares de novo perdem sua capacidade de se contrair.
A dor articular é explicada pelo desarranjo de forças musculares e sobrecarga local que ocorre em virtude de suas tentativas de compensação. O paciente pode apoiar-se sobre um membro de forma inadequada ou realizar movimentos anômalos, causando tensão nas articulações e músculos, que se tornam fontes de dor.
A fadiga é explicada pela dor, a fraqueza pelos tipos de personalidade e acometimento de certas estruturas do sistema nervoso central que são responsáveis pela atenção e concentração.

## Factores de risco
Os principais fatores de risco para o desenvolvimento da síndrome da pós-poliomielite são a idade onde foi instalado a poliomielite aguda, a extensão da paralisia inicial, a quantidade de recuperação, bem como o super-exercício e super-uso dos músculos. Geralmente, quanto maior a recuperação da poliomielite paralítica, mais comumente a síndrome da pós-poliomielite poderá ocorrer. Aquelas pessoas que se recuperaram totalmente ou parcialmente da infecção original do poliovírus, que fazem exercícios excessivos ou sobre-uso da musculatura afetada, parecem estar predispostas à síndrome da pós-poliomielite.